# Austrolebias
 Austrolebias és un gènere de peixos de la família dels rivúlids i de l'ordre dels ciprinodontiformes.

## Taxonomia
- Austrolebias adloffi  (Ahl, 1922)
- Austrolebias affinis (Amato, 1986)
- Austrolebias alexandri (Castello & Lopez, 1974)
- Austrolebias apaii (Costa, Laurino, Recuero & Salvia, 2006)
- Austrolebias arachan (Loureiro, Azpelicueta & García, 2004)
- Austrolebias bellottii (Steindachner, 1881)
- Austrolebias carvalhoi (Myers, 1947)
- Austrolebias charrua (Costa & Cheffe, 2001)
- Austrolebias cinereus (Amato, 1986)
- Austrolebias cyaneus (Amato, 1987)
- Austrolebias gymnoventris (Amato, 1986)
- Austrolebias ibicuiensis (Costa, 1999)
- Austrolebias jaegari (Costa & Cheffe, 2002)
- Austrolebias juanlangi (Costa, Cheffe, Salvia & Litz, 2006)
- Austrolebias litzi (Costa, 2006)
- Austrolebias luteoflammulatus (Vaz-Ferreira, Sierra de Soriano & Scaglia de Paulete, 1964)
- Austrolebias luzardoi (Perujo, Calviño, Salvia & Prieto, 2005)
- Austrolebias melanoorus (Amato, 1986)
- Austrolebias minuano (Costa & Cheffe, 2001)
- Austrolebias nachtigalli (Costa & Cheffe, 2006)
- Austrolebias nigripinnis (Regan, 1912)
- Austrolebias nigrofasciatus (Costa & Cheffe, 2001)
- Austrolebias nioni (Berkenkamp, Reichert & Prieto, 1997)
- Austrolebias nonoiuliensis (Taberner, Fernandez-Santos & Castelli, 1974)
- Austrolebias paranaensis (Costa, 2006)
- Austrolebias patriciae (Huber, 1995)
- Austrolebias periodicus (Costa, 1999)
- Austrolebias robustus (Günther, 1883)
- Austrolebias salviai (Costa, Litz & Laurino, 2006)
- Austrolebias schreitmuelleri
- Austrolebias toba (Calviño, 2006)
- Austrolebias univentripinnis (Costa & Cheffe, 2005)
- Austrolebias vandenbergi (Huber, 1995)
- Austrolebias varzeae (Costa, Reis & Behr, 2004)
- Austrolebias vazferreirai (Berkenkamp, Etzel, Reichert & Salvia, 1994)
- Austrolebias viarius (Vaz-Ferreira, Sierra de Soriano & Scaglia de Paulete, 1964)[1][2][3][4][5]